# Váckisújfalu
Váckisújfalu ist eine ungarische Gemeinde im Kreis Vác im Komitat Pest. 

## Geografische Lage
Váckisújfalu liegt 33 Kilometer nordöstlich des Zentrums der Hauptstadt Budapest und 18 Kilometer südöstlich der Stadt Vác an den Flüssen Szilágyi-patak und Némedi-patak. Nachbargemeinden sind Galgamácsa, Vácegres, Vácbottyán, Kisnémedi, Püspökszilágy und Galgagyörk.

## Sehenswürdigkeiten
- Evangelische Kirche, erbaut 1911, restauriert 1929
- Römisch-katholische Kirche Szent András, erbaut 1729 (Barock)
- Skulptur A szabadság madarai, erschaffen von István Böjte Horváth

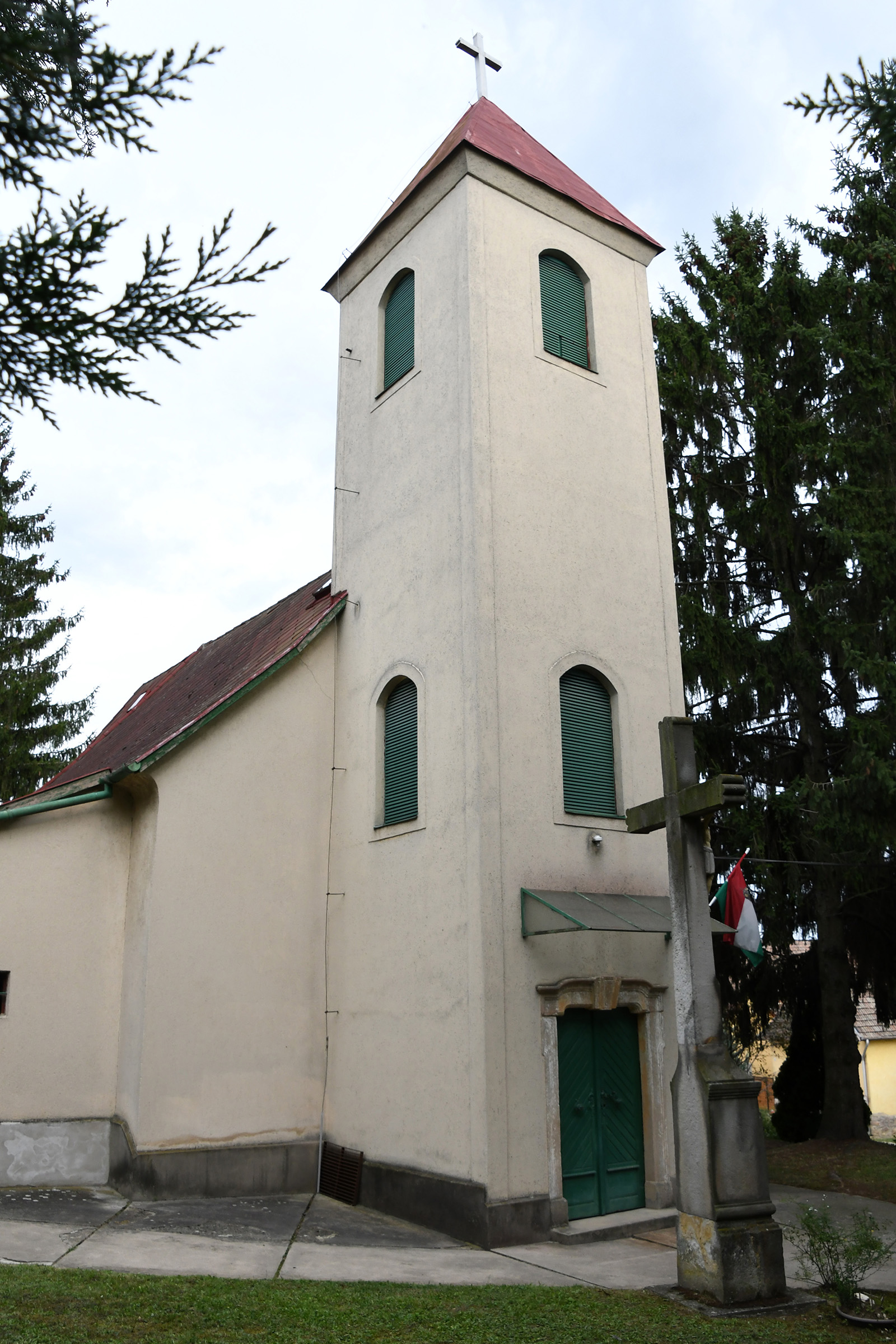
Römisch-katholische Kirche Szent András
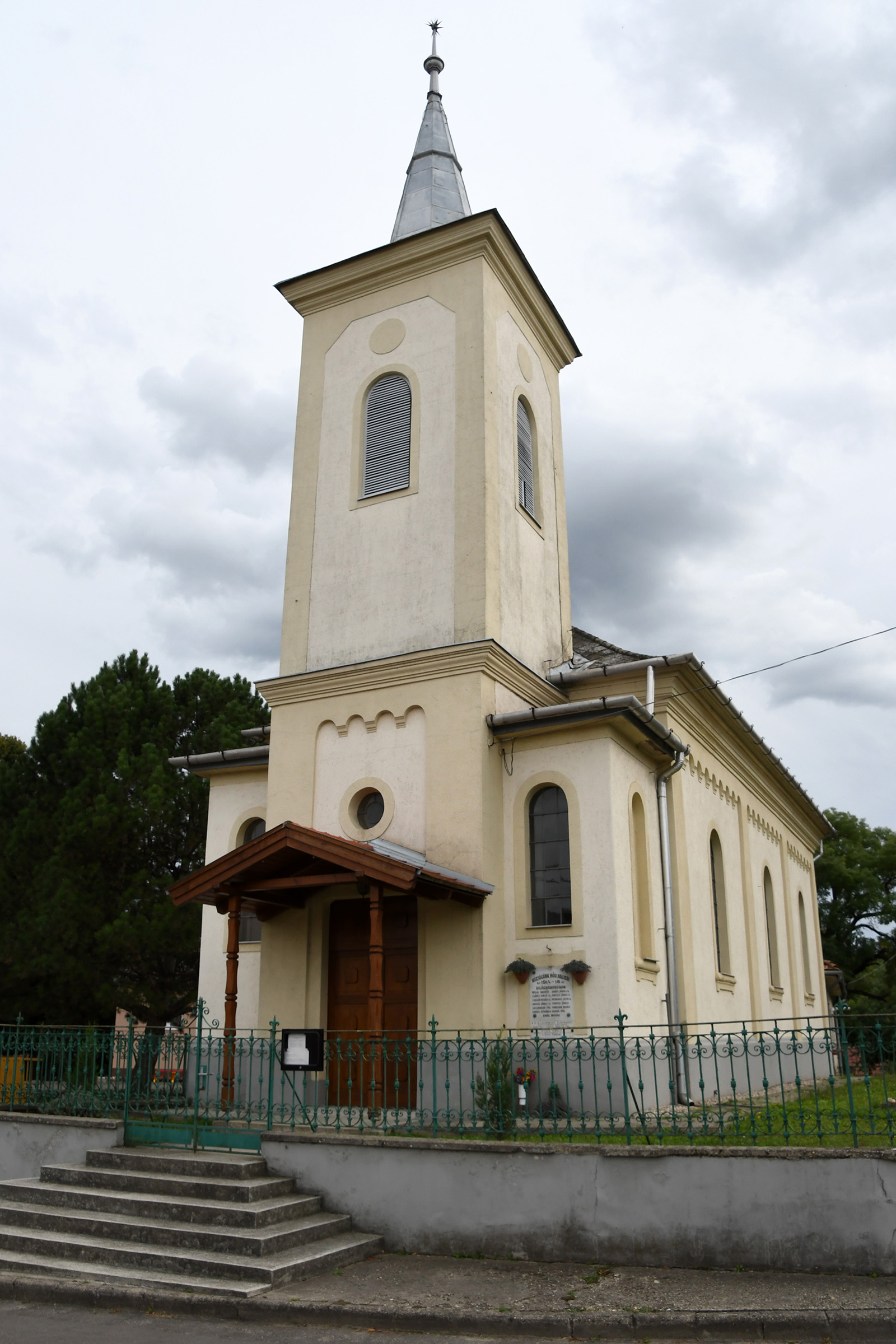
Evangelische Kirche

## Verkehr
Durch Váckisújfalu verläuft die Landstraße Nr. 2105. Die Gemeinde ist angebunden an die Eisenbahnstrecke von Aszód nach Vácrátót.